# 山川烈
山川 烈（やまかわ たけし、1946年〈昭和21年〉1月20日 - ）は、日本の工学博士、九州工業大学名誉教授。一般財団法人ファジィシステム研究所所長、21世紀COEプログラム「生物とロボットが織りなす脳情報工学の世界」拠点リーダー。

## 略歴
- 熊本県出身[1]
- 1964年 - 熊本県立済々黌高等学校卒業[4]
- 1969年 - 九州工業大学工学部電子工学科卒業
- 1971年 - 東北大学大学院工学研究科電子工学専攻修士課程修了
- 1974年 - 東北大学大学院工学研究科電子工学専攻博士課程修了
- 1974年 - 東北大学工学部助手
- 1977年 - 熊本大学工学部助手
- 1981年 - 熊本大学工学部助教授
- 1989年 - 九州工業大学情報工学部教授
- 1990年 - 財団法人ファジィシステム研究所を設立し同理事長に就任
- 1993年 - 九州工業大学情報工学部長
- 2001年 - 九州工業大学大学院生命体工学研究科教授
- 2008年 - 財団法人ファジィシステム研究所所長兼副理事長
- 2009年 - 九州工業大学生命体工学研究科特任教授。21世紀COEプログラムの中間評価ではA評価を受けている[5]。

## 参考資料
- 西日本新聞 難治性てんかん 人体に影響少ない手術法 九工大院・山川特任教授ら研究
- 九州工業大学特任教授 山川 烈氏 理系初のマネジメント教育 誕生秘話 －起業率日本一への道－